# Crowdfunding klubów sportowych
Crowdfunding klubów sportowych – forma finansowania projektów związanych z klubami sportowymi, które opierają się na jednorazowych wpłatach pieniężnych, często drobnych, przez kibiców i sympatyków danego klubu. Projekty mają różnorodne cele, np. zebranie środków na transfer zawodnika, poprawę infrastruktury stadionowej (m.in. modernizacja szatni, branding korytarzy i przejść na obiekcie, budowa klubowego muzeum czy miejsca spotkań dla kibiców), szkolenie młodzieży (stworzenie czy reorganizację klubowej akademii dla dzieci) czy działalność charytatywną i społeczną. Mogą być również związane z konkretnym wydarzeniem w życiu klubu, np. rocznicą jego założenia albo przygotowaniem oprawy kibicowskiej.
Każdy kibic uczestniczący w akcji crowdfundingowej, dostaje świadczenia zwrotne w postaci nagród, przeważnie związanych z celem projektu lub klubem organizującym akcję. Wartość wygranych nagród jest adekwatna do dokonanej wpłaty. Mogą być one bardzo nietypowe i niedostępne przy innych okazjach, jak np. spotkanie czy możliwość zjedzenia lunchu z klubową gwiazdą albo oglądanie meczu ze stanowiska spikera. Niektóre kluby dają uczestnikom akcji możliwość wzięcia udziału w treningu zawodowego zespołu.
Największym projektem crowdfundingowym pod względem ilości zebranych funduszy okazał się ten, którego celem było ratowanie hokejowej drużyny Hamburg Freezers – uzyskano wówczas 567512 euro. Zorganizowano go za pomocą platformy Fairplaid.org. Pod względem największej liczby kibiców biorących udział, największym zainteresowaniem cieszył się projekt piłkarskiego klubu Wisła Kraków, przeprowadzony na platformie Fans4Club.com. Wzięło w nim udział 12849 kibiców. Na przeprowadzenie akcji crowdfundingowych zdecydowały się również znane kluby z Włoch i Anglii, m.in. Portsmouth F.C., Bradford City A.F.C. czy Parma Calcio 1913.